# Carl Theodor Demiani
Carl Theodor Demiani (1801 in Dresden; † 29. Januar 1869 in Leipzig) war ein deutscher Maler der Spätromantik, der insbesondere als Porträtmaler Bekanntheit erlangte.

## Leben
Carl Theodor Demiani wurde als Sohn des Malers Carl Friedrich Demiani (1768–1823) und dessen Frau Johanne Caroline, geb. Martini geboren. Er studierte ab 1816 an der Dresdner Akademie und war ab 1818 Schüler von Ferdinand Hartmann (1774–1842). 1824 erhielt er dort das Ehrenzeugnis der obersten Klasse. Etwa 1824/25 verlobte er sich mit Ulrike Peters. Diese Verbindung wurde spätestens 1828 wieder gelöst. Beide blieben unverheiratet.
Ab 1825 arbeitete Demiani vorwiegend als Porträtmaler in Leipzig, später in Hamburg, Berlin und Potsdam. Nach einer schweren Erkrankung im Jahre 1855 lebte er im Haus seines Schwagers Carl Friedrich Naumann (1797–1873) und dessen Frau Emma Amalie, geb. Demiani, in Leipzig.

## Werke (Auswahl)

Emil Andreas Wulff
Augusta Wulff, geb. von Voss
Helene, Karl, Marie und Wilhelm von Groddeck etwa 1828
Bildnis einer Dame, 1849
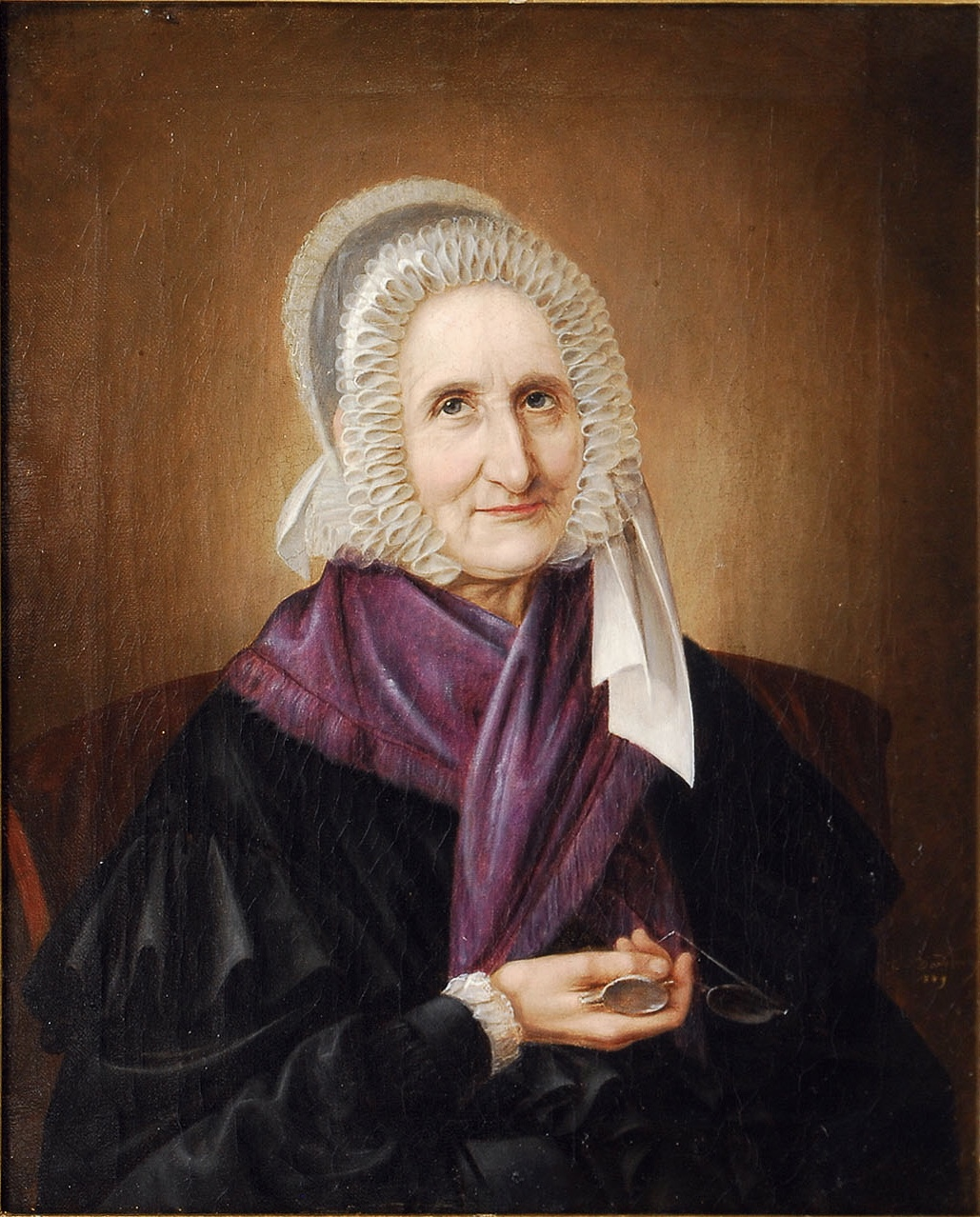
Christina Margareta Peters, etwa 1849

## Museen
- Hamburger Kunsthalle[3]

## Ausstellungen (Auswahl)
- 1928: „Hamburger Bildnisse“ zusammen mit Robert Schneider, Friedrich Carl Gröger, Johann Heinrich Wilhelm Tischbein, Jacob Gensler im Museum für Hamburgische Geschichte